# Soja Wassiljewna Duchowitsch
Soja Wassiljewna Duchowitsch (russisch Зоя Васильевна Духович, engl. Transkription Zoya Dukhovich; * 1926; † 1991) war eine sowjetische Sprinterin.
Bei den Weltfestspielen der Jugend und Studenten 1949 siegte sie über 100 und 200 Meter.
1950 wurde sie bei den Europameisterschaften in Brüssel Vierte über 100 Meter, Sechste über 200 Meter und gewann mit dem sowjetischen Quartett Bronze in der 4-mal-100-Meter-Staffel.

## Persönliche Bestzeiten
- 100 m: 11,9 s, 1. August 1948, Moskau
- 200 m: 25,0 s, 1. August 1947, Moskau